# Setina irrorata
Setina irrorata là một loài bướm đêm thuộc phân họ Arctiinae, họ Erebidae.